# Atempo Tina
Atempo Tina (anciennement Atempo Time Navigator) est un logiciel informatique de sauvegarde de fichiers, applications et données.

## Historique
En 1991, Time Navigator est créé par l'entreprise Quadratec, qui deviendra Atempo. Installée à partir de 1994 sur le plateau de Saclay au sein de l'Institut du développement et des ressources en informatique scientifique (IDRIS), l'entreprise ouvre en 1995 son logiciel au public.
En 2001, Quadratec devient Atempo et l'entreprise se développe. Durant les années suivantes, Time Navigator reçoit des mises à jour.
Tina propose la sauvegarde des données de Microsoft 365 depuis janvier 2022,.
En septembre 2022, Atempo conclut un partenariat avec Quantum Corporation, entreprise produisant et commercialisant des systèmes de stockage de données, pour vendre en offre groupée ses produits hardware et la solution logicielle Tina.